# Hitty, Her First Hundred Years
Hitty, Her First Hundred Years (trad. litt. : « Hitty, ses cent premières années ») est un roman pour enfants écrit par Rachel Field et publié en 1929. Il a remporté la médaille Newbery pour son apport à la littérature pour enfants américaine en 1930. Le livre est raconté du point de vue d'une poupée inanimée nommée Hitty (abréviation de Mehitabel) qui a été fabriquée dans les années 1820 et qui a voyagé à travers le monde, au fil de ses nombreux propriétaires. Les illustrations ont été dessinées par Dorothy P. Lathrop (en). 
En 1999, Susan Jeffers et Rosemary Wells ont repris l'histoire, la mettant à jour, la simplifiant et ajoutant un chapitre se déroulant pendant la guerre de Sécession. 
Le roman est inédit dans les pays francophones. 

## Résumé
Le récit se déroule à travers les yeux d'une poupée en bois minuscule nommée Mehitabel (Hitty) qui a été sculptée au début du XIXe siècle dans le bois magique d'un sorbier par un marchand ambulant pour une petite fille, Phoebe Preble. Celle-ci vit sur l'Île de Great Cranberry (en), dans le Maine. La poupée lui est donnée pendant un hiver où son père était en mer. 
Le livre détaille les aventures de Hitty alors qu'elle est séparée de Phoebe et voyage de propriétaire en propriétaire tout au long d'un siècle. Elle finit par vivre dans des endroits aussi éloignés que Boston, la Nouvelle-Orléans, l'Inde et le Pacifique Sud. À plusieurs reprises, elle est perdue en mer, cachée dans un canapé en crin de cheval, abandonnée dans un grenier à foin, fait partie d'un spectacle de charmeur de serpents, et est reprise par le célèbre écrivain Charles Dickens, avant d'arriver à la maison d'été de son nouveau propriétaire dans le Maine, maison qui s'avère être la résidence d'origine de Preble. De là, elle est achetée aux enchères pour un magasin d'antiquités de New York, où elle est installée parmi des poupées plus grandes, en porcelaine et en cire, et écrit ses mémoires. 
L'histoire a été inspirée par une poupée achetée par Field . La poupée réside actuellement à la Stockbridge Library Association à Stockbridge, dans le Massachusetts. 

## Adaptations
En 1999, l'auteure de livres pour enfants Rosemary Wells et l'illustratrice Susan Jeffers ont adapté le roman de Field en un livre d'histoires illustré intitulé Rachel Field's Hitty: Her First Hundred Years. Dans une critique du texte, la chercheuse en littérature pour enfants Cathryn M. Mercier note que l'adaptation enlève une partie du langage archaïque et problématique trouvé dans le roman de Field, mais que Hitty perd une partie de sa caractérisation distinctive. 